# Gioco gonfiabile

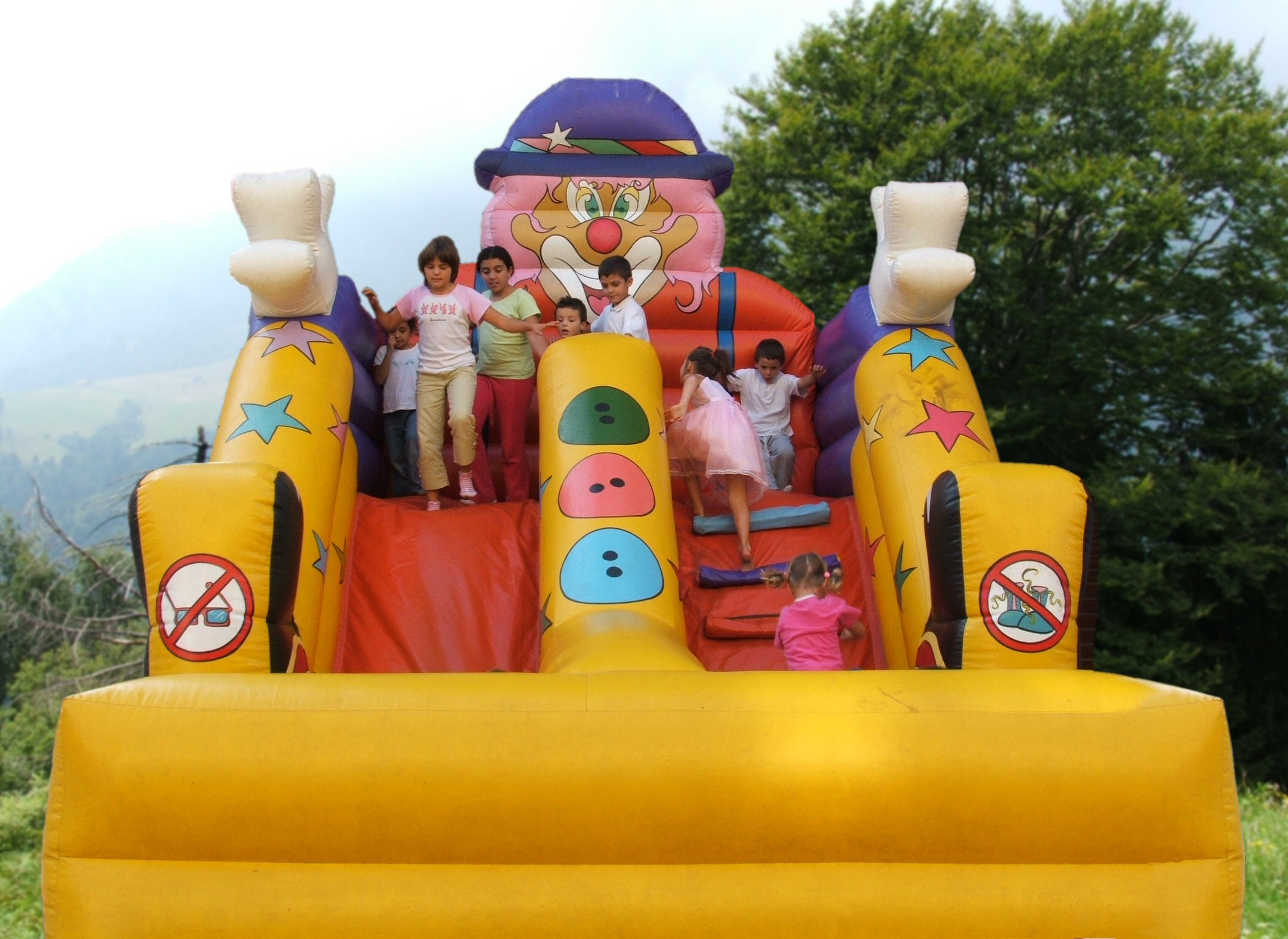
Gioco gonfiabile

I giochi gonfiabili sono delle strutture ludiche dedicate al divertimento dei bambini e dei ragazzi, normalmente realizzate in PVC.

## Tipologia di gonfiabili
Considerata la notevole varietà dei giochi gonfiabili, in base alla loro conformazione e/o utilizzo possono essere chiamati e conosciuti con nomi più attinenti e specifici.
Per esempio i giochi gonfiabili più famosi e conosciuti prendono il nome di "scivoli gonfiabili", "castelli gonfiabili", "salterini gonfiabili", "gonfiabili combinati", "gonfiabili pubblicitari", "percorsi gonfiabili", "gonfiabili sportivi" e "gonfiabili per uso privato", "gonfiabili elettromeccanici"

### Scivoli gonfiabili
I scivoli gonfiabili sono tutti quei gonfiabili che hanno solamente una scivolata. Tipicamente sono gonfiabili che hanno la scivolata molto ampia, lunga e imponente. 

### Castelli gonfiabili
Molto famosi per la loro forma, i castelli gonfiabili sono amati da tantissimi bambini. Di solito hanno una dimensione che parte dai 4.00x6.00 metri circa, e possono essere abbelliti con disegni interni ed esterni.

### Salterini gonfiabili
Questa tipologia di gonfiabili è la più amata dai bambini piccoli, che spesso non riescono a salire le scalette degli scivoli molto spesso troppo ripide. Per questo esiste una grande varietà sui gonfiabili salteini: dai 3.00x3.00 fino ad arrivare a gonfiabili di 10.00x20.00, in tutti i vari temi possibili, da quelli medievali fino a quelli dei cartoni animati

### Gonfiabili combinati
Questa tipologia di gonfiabile unisce i gonfiabili salterini con gli scivoli gonfiabili: spesso allineati a uno a fianco all'altro, riesco ad essere molto compatti: una misura molto usata è un 4.00x6.00 dove troviamo l'ingresso sulla sinistra che è un salterello, e una scivolata molto stretta sulla destra.

### Percorsi gonfiabili
Anche in questo caso viene unito il concetto dei gonfiabili salterini con gli scivoli gonfiabili: spesso infatti ha una dimensione molto grande ed è sviluppata in lunghezza. Una misura molto usata è un 4.00x10.00 sviluppata con una prima parte, l'ingresso, dedicata allo stazionamento dei bambini, che possono saltare in piena sicurezza. Il gonfiabile si chiude con la scalinata e la scivolata classica di uno scivolo. In questo caso la scivolata è ridotta, ma può essere anche molto ripida e divertente.

### Gonfiabili sportivi
Questa tipologia di gonfiabili è dedicata spesso agli adulti. Possiamo trovare grandi giostre gonfiabili sportive come il calcio balilla umano, una struttura che parte da 6.00x12.00.
Tantissimi i comuni che organizzano dei veri e propri tornei di calcio balilla umano, come il comune di Noci, comune di San Patrizio di Conselice

### Gonfiabili elettromeccanici
Il più famoso è quello del toro meccanico, un gonfiabile meccanico che si compone di una scocca di vetroresina, una motrice e un gonfiabile che serve per attutite le cadute.
Il primo toro meccanico è stato inventato in Texas, in sostituzione al classico rodeo. Il toro meccanico deve la sua popolarità per il suo utilizzato nel film "Urban Cowboy"

### Gonfiabili uso privato
Questa tipologia di gonfiabili sono dei gonfiabili molto piccoli, non costruiti in PVC ma in oxford, un tessuto molto leggero. Hanno il difetto di poter essere usati da pochi bambini alla volta, ma il vantaggio di essere molto leggeri. Sono acquistabili nei normali canali commerciali come i negozi di giocattoli.

### Gonfiabili pubblicitari
Al contrario dei precedenti, questa tipologia di gonfiabili non ha l'obiettivo di divertimento, ma quello di pubblicità.
Sono gonfiabili utilizzati per operazioni di street marketing, o marketing non convenzionale, che spesso devono attirare l'attenzione dei passanti.
Fra i più famosi troviamo:

#### Fly-man
Gonfiabili con un motore verticale, che si muovono con il vento, che simula appunto una persona. spesso alto dai 4 agli 8 metri.

#### Mongolfiera pubblicitaria
Gonfiabili a forma di mongolfiera, che ha un grande impatto visivo. Spesso personalizzato sul fronte.

#### Arco gonfiabile
Questo è il gonfiabile pubblicitario più comune. Spesso usato in manifestazioni sportive.

### Documentazione gonfiabili
La disciplina disciplina giuridica che regola l'utilizzo dei Giochi gonfiabili professionali stabilisce l'obbligatorietà di apporre una targa metallica sulla Giostra gonfiabile contenente tutte le informazioni necessarie ed un codice identificativo rilasciato dal comune.
La disciplina legislativa Europea che disciplina l'utilizzo dei giochi gonfiabili in materia di sicurezza è la seguente:
- UNI - EN 14960-1-2019 "Attrezzature da gioco gonfiabili – requisiti di sicurezza e metodi di prova" che riguarda le strutture utilizzate dai bambini sino ai 14 anni di età e che mantengono la loro forma grazie a una continua immissione d'aria.[5]
- D.L. 18-05-2007 (Spettacolo Viaggiante): riguarda le norme di sicurezza per le attività di spettacolo viaggiante.

In particolare, oltre alla licenza dello spettacolo viaggiante, ogni gonfiabile deve rispettare diverse prescrizioni:
- Il materiale PVC del gioco deve avere un certificato di reazione al fuoco minimo di classe 2 Italiana o una classe Europea equivalente secondo la circolare 4958/4109/29 del 15/10/2010 [7]
- Deve essere apposta una targhetta metallica
- Deve essere sottoposto ad un collaudo annuale, rilasciato da un ingegnere, che attesta che il gonfiabile continua ad avere le caratteristiche di fabbricazione per il quale è stata rilasciata la certificazione.
- Assicurazione Responsabilità civile, che tuteli gli eventuali danni contro terzi
- Dichiarazione di corretto montaggio, fatta da un operatore specializzato.

### Requisiti montaggio gonfiabili
Montare un gonfiabile non è affatto semplice, e ci sono quattro requisiti da rispettare per farlo in piena sicurezza:
- Un metro per ogni lato disponibile oltre le sue misure
- Ancoraggio su almeno 6 punti
- Corrente minima di almeno 1,1 kW
- Spazio per scaricare un gonfiabile (un metro cubo circa)